# Jämtland
Jämtland (jämtska: Jamtlann; norsk: Jemtland) er et landskab i det sydvestlige Norrland i det mellemste Sverige. Jämtland grænser i vest op til Trøndelag i Norge, i nordøst til Lappland, i øst til Ångermanland og i syd til Härjedalen og Medelpad. Jämtland udgør 8,2 procent af Sveriges landareal, 34.009 kvadratkilometer og er arealmæssigt Sveriges næststørste landskap. Jämtland har en befolkning på lige under 127.000 indbyggere og er et af landskaperne med flest bosatte i landsbygderne på landet. Imidlertid bor størstedelen af indbyggerne i den tætbefolkede Storsjöbygden.
Jämtland var oprindeligt en selvstyrende bonderepublik. Området blev derefter norsk i 1178, hvilket det var i mere end 450 år, og har været svensk siden 1645. Dets særart manifesteres blandt andet gennem at visse, halvt i alvor, halvt i spøg, ser landskapet som en republik indenfor kongeriget Sverige. Carl 16. Gustaf af Sverige er endog Hertug af Jämtland, en titel han anvender ved besøg i landskapet.
Historisk, socialt og politisk har Jämtland udgjort et undtagelsessområde mellem Norge på den ene side og Sverige på den anden, noget der symboliseres i landskapsvåbnet, hvor elgen, Jämtland, angribes fra øst og vest og Jämtlands statstilhørende skiftede ikke mindre end 13 gange 1563–1677. Jämtlands forbindelser har altid været i øst-vestlig retning, direkte mod størstedelen af centralmagternes interesser. Disse historiske og kulturelle forbindelser har blandt andet givet anledning til betegnelsen Øst-Trøndelag for at udtrykke samhørigheden med Trøndelagen og Härjedalen, hvor Jämtlands befolkning historisk set generelt ikke betragtede sig som norrlænninger.

## Etymologi
Jämtland har fået sit navn fra folkeslaget jämterne. Den ældst kendte betegnelse for landskapet er eotalont (normaliseret norrønt: Jamtaland) fra Frösöstenen som rejstes i den første halvdel af 1100-tallet. Roden til jämte (vestnorrønt: jamti) og dermed Jämtland er den urgermanske rod emat- (jævnført med det tyske adjektiv emsig) med betydningen flittig, udholdende, hårdt arbejdende og sej. Det norrøne præfiks eota (jamta) er genitiv pluralis af folkeslaget jämter.
Jämtland har også en landnamsmand, han som først tager et land i sin besiddelse. I sin Heimskringla (Håkan den godes saga) fra 1200-tallet beretter Snorre Sturlasson om Kettil Jamte, en søn til Anund jarl fra Sparbu i Trøndelag, som drog østpå over Kølen med en mængde folk og sit kvæg i midten af 700-tallet. De ryddede skoven og oprettede store herreder omkring Storsjöbygden. Området kaldtes derefter Jamtaland. Ifølge beretningen var det Kettil Jamtes efterkommere, der kom til at bære folkenavnet jämter. En alternativ forklaring skulle kunne findes i den omfattende jernfremstilling før vikingetiden. En folkeetymologisk teori er, at det skulle have at gøre med landskapets flade dele i Storsjöbygden på grund af lighederne mellem "jämt-" och adjektivet "jämnt" (af det urgermanske *ebna). Den sidstnævnte, og mest udbredte, teori er imidlertid sprogligt umulig, eftersom det snarere skulle give navnet "Jämnland" uden t.
Det oprindelige navn på landskapet havde troligvis et p, hvilket bekræftes i et flertal stavemåder i middelalderlige dokumenter, hvor navnet ofte forekommer som Jamptaland. I det østnordiske sprog skete senere en lydforandring fra a til e, i-umlaut, hvilket resulterede i, at Jämtland forekommer som Jempteland og lignende. Lydforandringen spredte sig senere længere nordpå, men gjorde sig aldrig gældende på jämtska, hvor a'et bevaredes. Genitivet faldt så småt bort, og en reduktion fandt sted af de tre konsonanter mpt i Jemptland respektive Jamptland. I det østnordiske sprog faldt p'et bort, og formen Jemtland blev resultatet. På jämtska faldt derimod t'et bort og formen Jamplann (hvor nd assimileredes til nn) opstod. Formen var almindelig i ældre tider og brugbar i jämtsk talesprog helt frem til 1900-tallet, hvor en modificeret udgave, Jamtlann blev mere almindelig. Den svenske stavning med ä kom til, da bogstavet blev "moderne" i det tidlige 1900-tal. Forandringen ændrede imidlertid ikke på udtalen. I det danske skriftsprog (og således også på bokmål) har man bevaret stavningen med e. Områder som Jemtland i Ringsaker i Norge og Jemtland i Maine, USA etableredes af emigrerede jämter, inden forandringen opstod.

## Landskabssymboler
Jämtlands våben viser en elg, en falk og en hund. Landskabsdyr er elgen, Alces alces, og landskabsblomst er brunkulle, Gymnadenia nigra.
Andre symboler er:
- Landskabsfugl: Høgeugle, Surnia ulula
- Landskabssvamp: Gran-mælkehat, Lactarius deterrimus
- Landskabssten: Fedtsten
- Landskabsfisk: Ørred, Salmo trutta
- Landskabsmos: Almindelig Piberensermos, Paludella squarrosa
- Landskabsinsekt: Stormhat-humlebi, Bombus consobrinus
- Landskabsæblesort: Rödluvan
- Landskabsgrundstof: Ilt (O)